# Попов, Вениамин Викторович
Вениами́н Ви́кторович Попо́в (род. 6 июля 1942) — советский и российский дипломат. Чрезвычайный и полномочный посол (19 февраля 1991), заслуженный работник дипломатической службы Российской Федерации, кандидат исторических наук.

## Биография
В 1965 году окончил МГИМО.
В 1967—2007 годах — на работе в МИД СССР / РФ.
- С 9 июня 1987 по 18 марта 1991 года — чрезвычайный и полномочный посол СССР в Йеменской Арабской Республике.
- С 18 марта 1991 по 31 декабря 1992 года — чрезвычайный и полномочный посол России в Ливии[3].
- В 1993—1996 и 2000—2007 годах — посол по особым поручениям МИД России.
- С 23 августа 1996 по 26 июля 2000 годах — чрезвычайный и полномочный посол России в Тунисе[4][5].

Являлся специальным представителем президента России по связям с Организацией исламская конференция и другими международными исламскими организациями.
В настоящее время — директор Центра партнерства цивилизаций Института международных исследований МГИМО(У).

## Авторство
Автор монографий «Персидский залив в планах и политике Запада» (1985, в соавторстве) и «Близкий Тунис. Очерки истории и современности» (2005) и множества публикаций в профильных периодических изданиях.

## Награды
Награждён российскими и иностранными наградами.
- Орден Дружбы (21 июня 1996) — за заслуги перед государством, большой вклад в проведение внешнеполитического курса и обеспечение национальных интересов России, мужество и самоотверженность, проявленные при исполнении служебного долга[6]
- «Заслуженный работник дипломатической службы Российской Федерации» (21 сентября 2003) — за активное участие в реализации внешнеполитического курса Российской Федерации и многолетнюю добросовестную работу[2].

## Семья
Жена — Марина Васильевна Попова (1940—2018) — дипломат, советник Посольства России в Тунисе.